# Terphis nodosa
Terphis nodosa är en tvåvingeart som beskrevs av Wilhelm Ferdinand Erichson 1840. Terphis nodosa ingår i släktet Terphis och familjen kulflugor. Inga underarter finns listade i Catalogue of Life.